# Escobar – Mein Vater, der Drogenbaron
Escobar – Mein Vater, der Drogenbaron (französischer Originaltitel: Escobar : l'héritage maudit; englischer Alternativtitel: Escobar by Escobar) ist eine französische Krimi-Dokureihe aus dem Jahr 2021 mit Sebastián Marroquín über seinen Vater, den kolumbianischen Drogenbaron Pablo Escobar.

## Inhalt
Der Sohn Pablo Escobars, Sebastián Marroquín (Juan Pablo Escobar Henao), begleitet den Zuschauer nach Kolumbien, wo er an verschiedensten Orten über Kindheitserinnerungen im Kreise seines Vaters Pablo Escobar berichtet. Dabei geht es vor allem um Reichtum, Flucht und Mord. Vor laufender Kamera berichten er und weitere Familienmitglieder u. a. von ihrer Flucht vor der paramilitärischen Todesschwadron „Los Pepes“, die Pablo den Krieg erklärte und auch seine Familie zu ermorden versuchte. Sie erinnern seinen Tod und den Umgang mit der Nachricht seines Ablebens.
Darüber hinaus trifft Sebastián Marroquín den Sohn von Miguel Rodríguez Orejuela, der ein Erzfeind seines Vaters war und thematisiert die Verhandlungen mit u. a. den Castaño Gil-Brüdern und dem Cali-Kartell, bei denen über das Erbe Escobars und die Leben seiner Familie entschieden wurde.
Des Weiteren thematisiert die Familie ihre Flucht in ein neues Leben über Mosambik in Ostafrika nach Buenos Aires in Argentinien, wo sie unter neuen Namen im Exil lebten, bis der Fluch ihres eigentlichen Nachnamens sie einige Jahre später einholte.

## Episodenliste
| Nr. (ges.) | Nr. (St.) | Deutscher Titel     | Originaltitel  | Erstveröffentlichung USA | Deutschsprachige Erstveröffentlichung (D/A/CH) |
| ---------- | --------- | ------------------- | -------------- | ------------------------ | ---------------------------------------------- |
| 1          | 1         | Verfolgung          | La traque      | 8. Jan. 2021             | 22. Sep. 2023                                  |
| 2          | 2         | Kampf ums Überleben | La survie      | 8. Jan. 2021             | 22. Sep. 2023                                  |
| 3          | 3         | Tiefer Fall         | La chute       | 15. Jan. 2021            | 22. Sep. 2023                                  |
| 4          | 4         | Fluch des Namens    | La malédiction | 15. Jan. 2021            | 22. Sep. 2023                                  |

## Liste der Interviewpartner
- Sebastián Marroquín (Juan Pablo Escobar Henao) – Sohn von Pablo Escobar
- Luis Alirio Calle Muñoz – Kolumbianischer Journalist
- Gloria Inés Escobar Gaviria – Schwester von Pablo Escobar
- Óscar Ritoré – Kolumbianischer Journalist
- María Ángeles Sarmiento – Ehefrau von Sebastián Marroquín
- María Isabel Santos (Victoria Eugenia „Tata“ Henao) – Witwe von Pablo Escobar
- Diana Ortiz – Tochter von Gloria Inés Escobar Gaviria
- Mauricio Puerta – Freund der Familie Escobar
- „El Sobrino“ – Ehem. Leibwächter von Sebastián Marroquín
- Victor – Freund von Sebastián Marroquín
- Felipe Arango – Kindheitsfreund von Sebastián Marroquín
- Edgar Jiménez – Fotograf der Familie Escobar
- Carlos Ivan – Anwalt der Familie Escobar
- Miguel Andrés Rodríguez Moreno – Sohn von Miguel Ángel „El Señor“ Rodríguez Orejuela
- „El Mago“ – Zauberer der Familie Escobar
- Raúl Kollmann – Argentinischer Journalist
- Gabriel Di Nicola – Argentinischer Journalist
- Federico Delgado – Argentinischer Generalstaatsanwalt
- Gonzalo Rojas – Leiter der Stiftung Colombia con Memoria
- Jorge Andrés Lara Restrepo – Sohn des ermordeten Justizministers Rodrigo Lara Bonilla

## Hintergrund
Die von 10.7 Productions unter der Regie von Thomas Misrachi und David Perissère produzierte Dokureihe wurde ab dem 8. Januar 2021 auf RMC Story unter dem Titel Escobar : l'héritage maudit und ab August des gleichen Jahres mit dem Titel Escobar by Escobar auf Sky Documentaries ausgestrahlt. Die deutsche Fassung, bearbeitet von der Synchronfirma TransEuroTV, erschien am 22. September 2023 unter dem Titel Escobar – Mein Vater, der Drogenbaron auf der ZDFmediathek und am 29. des gleichen Monats auf ZDFinfo.